# .bf
.bf — национальный домен верхнего уровня для Буркина-Фасо. Введён в 1993 году. Инициатором введения домена стала Delegational Generale Informatique (DELGI). Регистрированием доменных имён занимается организация ONATEL. Предназначен для объектов, связанных с Буркина-Фасо. Допустима регистрация доменов второго уровня (правительственные организации) – .gov.bf.